# Karla Klarić
Karla Klarić est une joueuse de volley-ball croate née le 5 septembre 1994 à Zagreb. Elle mesure 1,88 m et joue au poste de réceptionneuse-attaquante.

## Clubs
| Club                  | De        | À         |
| --------------------- | --------- | --------- |
| HAOK Mladost          |           | 2010-2011 |
| VBC Voléro Zurich     | 2011-2012 | 2013-2014 |
| CSM Bucureşti         | 2014-2015 | 2014-2015 |
| ASPTT Mulhouse        | 2015-2016 | 2015-2016 |
| CSU Târgu Mureș       | 2016-2017 | 2016-2017 |
| VBC Galina            | 2017-2018 | 2017-2018 |
| VC Kanti Schaffhausen | 2018-2019 | 2018-2019 |
| Békéscsabai RSE       | 2019-2020 | 2019-2020 |
| Olympiakos Le Pirée   | 2020-2021 | …         |

## Palmarès

### Équipe nationale
- Ligue européenne
  - Finaliste : 2019.

### Clubs
- Championnat de Suisse
  - Vainqueur : 2012, 2013, 2014.
- Coupe de Suisse
  - Vainqueur : 2012, 2013, 2014.